# Trianthema argentina
Trianthema argentina là một loài thực vật có hoa trong họ Phiên hạnh. Loài này được Hunz. & Cocucci miêu tả khoa học đầu tiên năm 1959.